# Duszatyn
Duszatyn – osada w Polsce położona w województwie podkarpackim, w powiecie sanockim, w gminie Komańcza. Leży nad rzeką Osławą.
Wieś prawa wołoskiego w latach 1551–1600, położona w ziemi sanockiej województwa ruskiego. W latach 1975–1998 miejscowość administracyjnie należała do województwa krośnieńskiego.

## Historia
Duszatyn założony w XV w. Była to wieś królewska, lokowaną na prawie wołoskim z przywileju starosty sanockiego Mikołaja Cikowskiego przed 1572. Najazd Jerzego II Rakoczego w 1657 wyludnił wieś całkowicie. W 1686 ponownie zrabowali ją i spalili doszczętnie węgierscy tołhaje. W połowie XIX wieku właścicielem posiadłości tabularnej w Duszatynie był Alfred Lubaczewski. W 1905 Józef Mikołaj Potocki posiadał we wsi obszar leśny 1313 ha, a w 1911 posiadał 671 ha. Ostatnimi jej właścicielami byli Jan i Stanisław Potoccy z Rymanowa, którzy nabyli ją końcem XIX w.

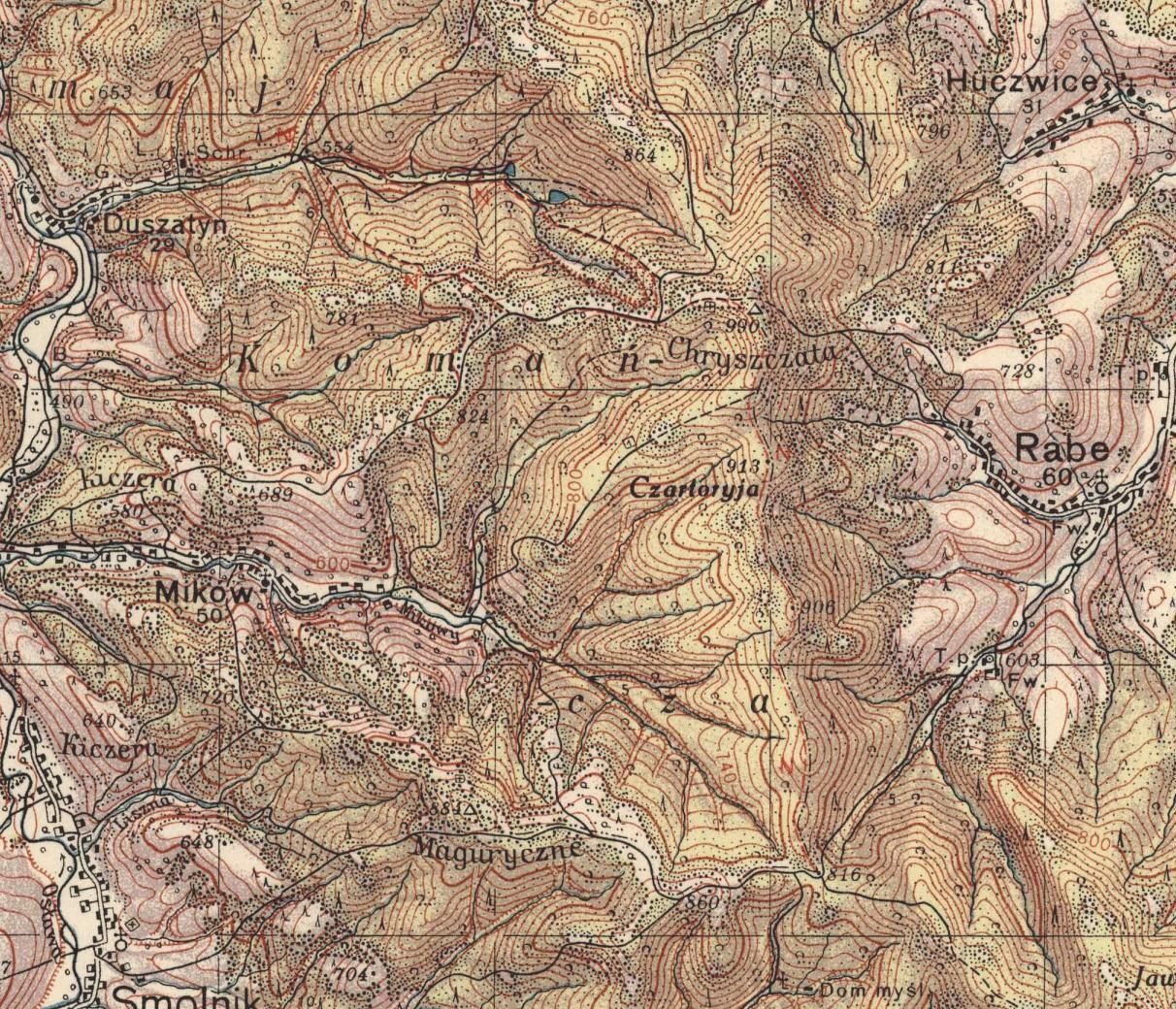
Duszatyn na mapie z 1937 roku

Do 1914 powiat sądowy Sanok, gmina Bukowsko. W 1898 wieś liczyła 179 mieszkańców oraz 25 domów, pow. wsi wynosiła 2,60 km².
Od listopada 1918 do stycznia 1919 Republika Komańczańska. Przebiegają tędy tory nieużywanej już bieszczadzkiej kolejki wąskotorowej, z przystankiem Duszatyn. 
Powstała tu w latach 50 XX w. osada pracowników leśnych.

## Szlaki piesze
- Kamień (717 m n.p.m.) – Komańcza – Prełuki – Duszatyn – Jeziorka Duszatyńskie – Chryszczata (997 m n.p.m.) (Główny Szlak Beskidzki)
- Szlak śladami dobrego wojaka Szwejka